# Saluki
Saluki[Nota] (em árabe: سلوقي) é originário da região do Oriente Médio, provavelmente fruto de antigos cruzamentos entre galgos egípcios e asiáticos. Considerado cão real no Egito Antigo, o saluki é provavelmente a raça mais antiga de cães domesticados. Usados para rastrear e levantar presas em caçadas árabes, eram ainda mumificados ao lado de faraós, o que representa o grande valor com o qual eram estimados naqueles tempos. Fisicamente, possui uma estrutura considerada aerodinâmica, o que lhe atribui velocidade.

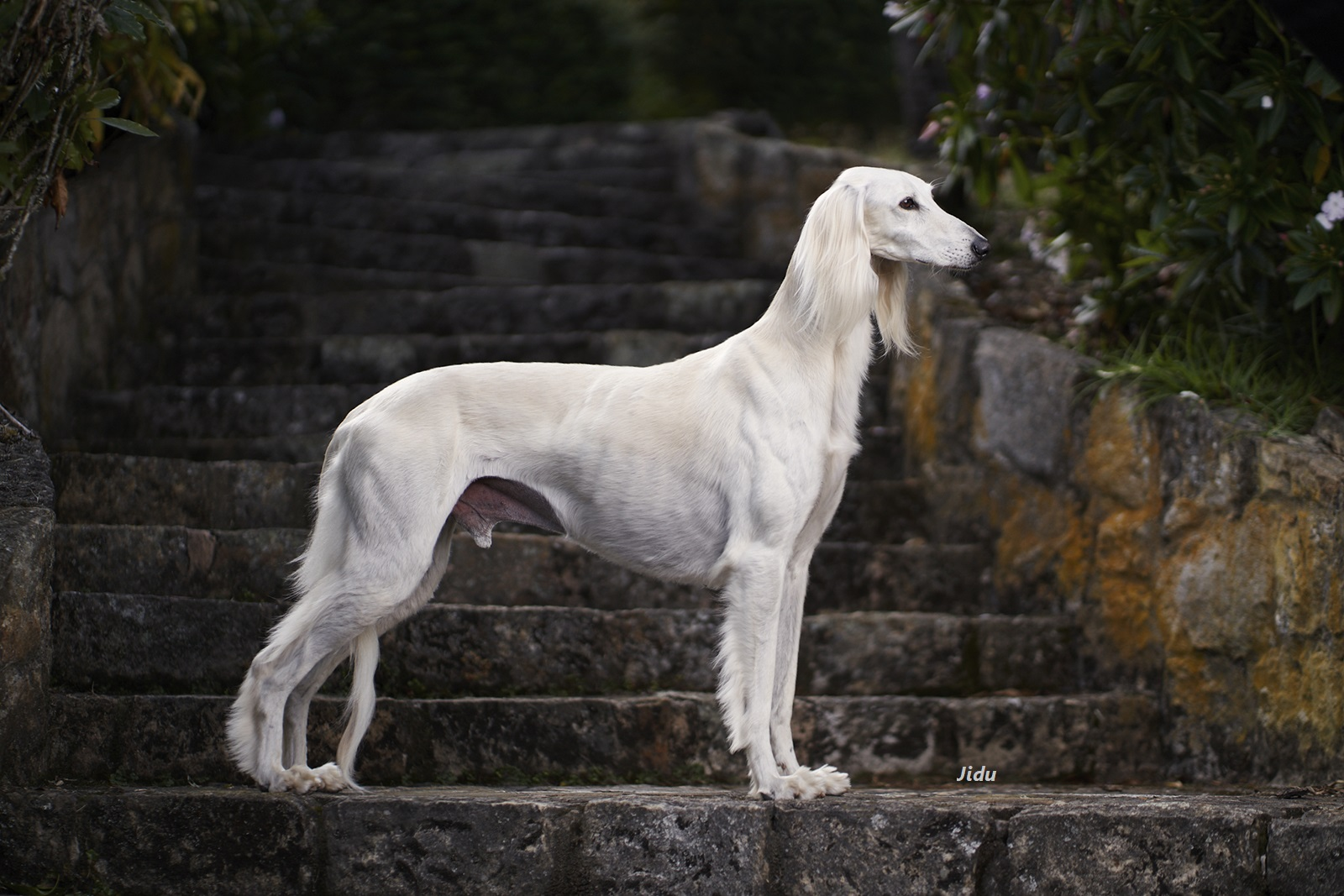
Saluki Jidu

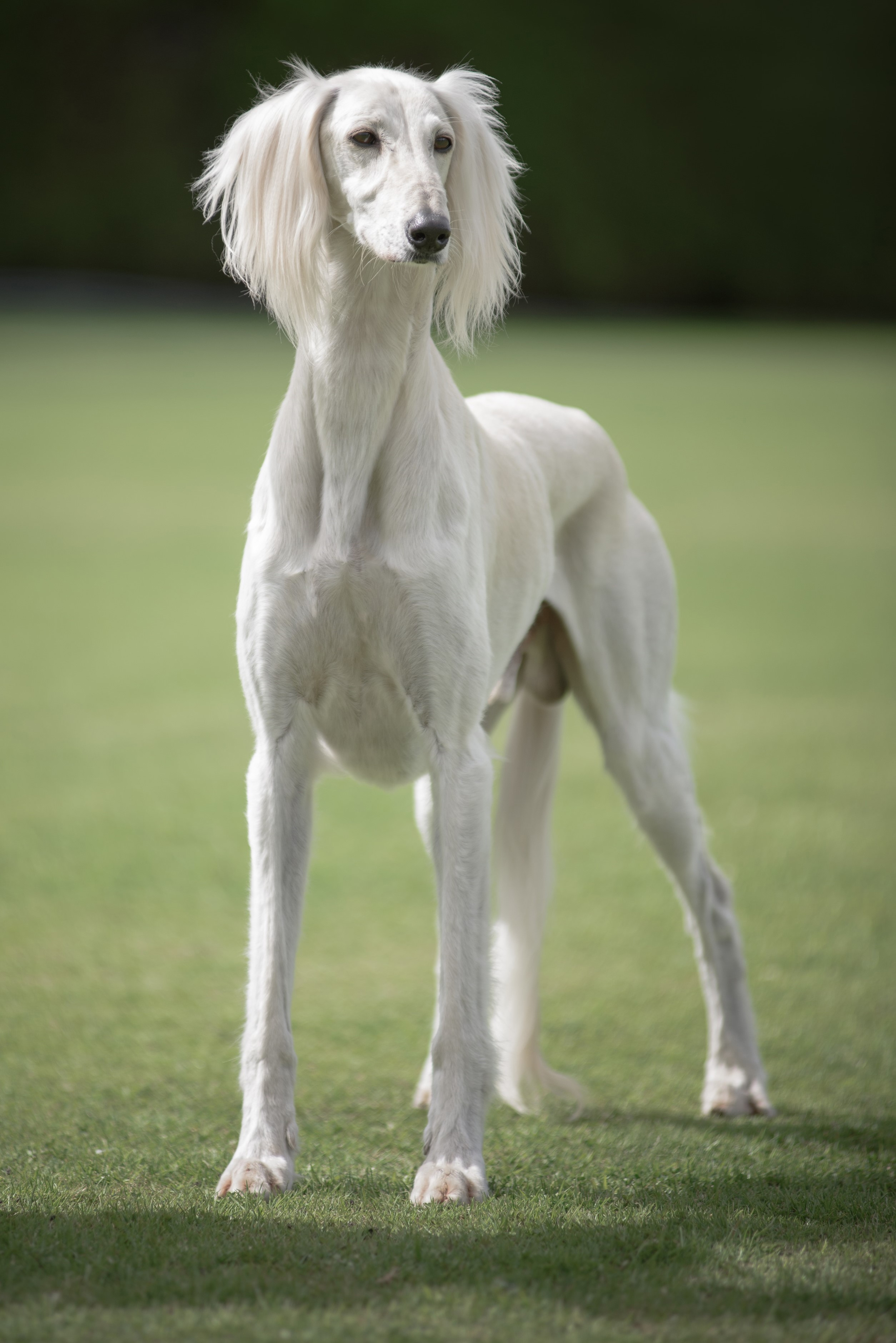
Saluki Dog